# Élodie Frégé
Élodie Frégé (Cosne-Cours-sur-Loire, 15 febbraio 1982) è una cantante e attrice francese.
Nel 2004 ha vinto la terza stagione dell'edizione francese di Star Academy.

## Discografia
- 2004 - Élodie Frégé
- 2006 - Le jeu des 7 erreurs
- 2010 - La fille de l'après midi
- 2013 - Amuse bouches

## Filmografia parziale
- Potiche - La bella statuina (Potiche), regia di François Ozon (2010)
- L'arte della fuga (L'art de la fugue), regia di Brice Cauvin (2014)
- La main du mal - serie TV, 2 episodi (2016)
- L'homme de nos vies - miniserie TV, 4 episodi (2022)